# Hachette

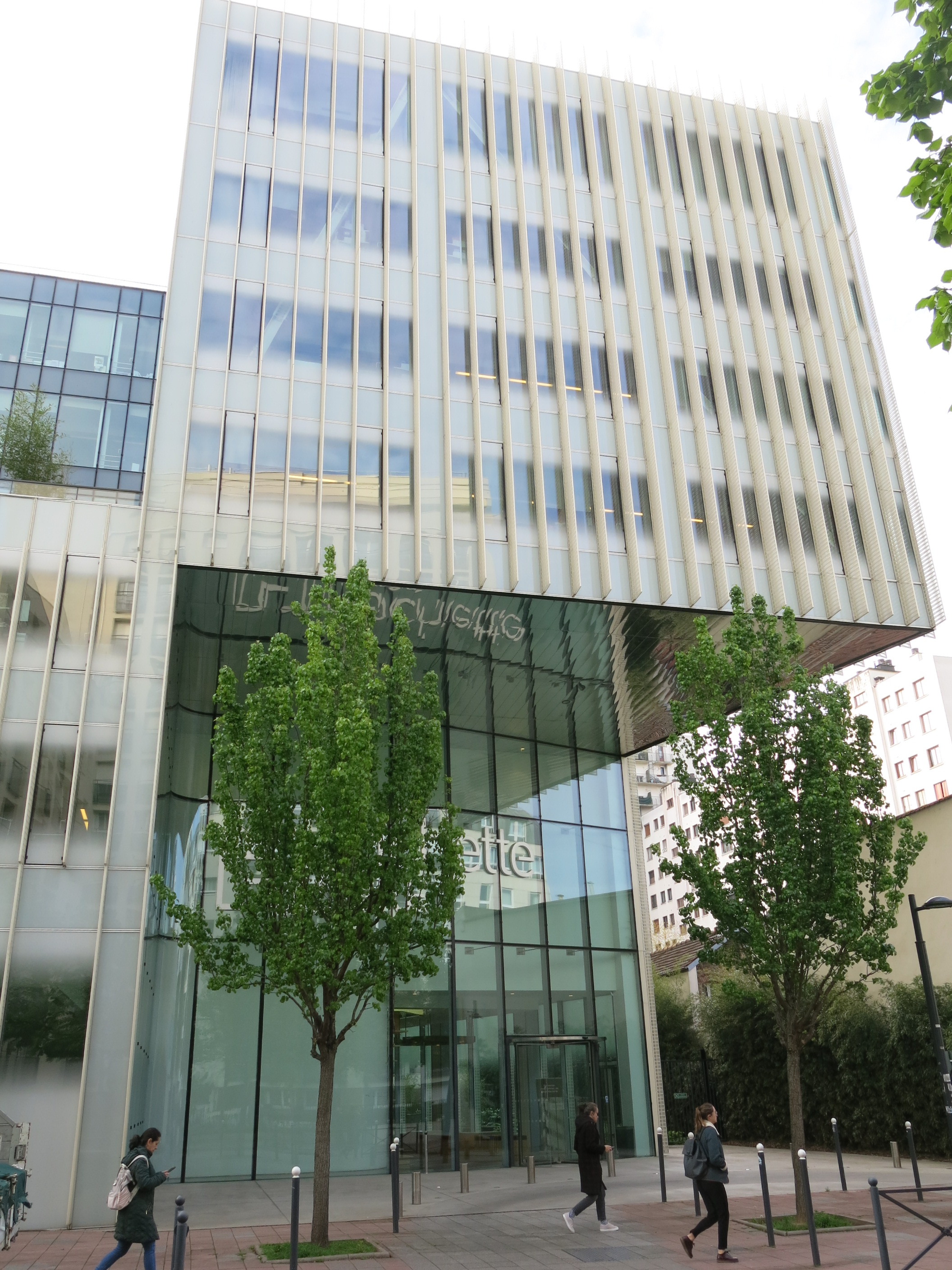
Sediul central al Hachette

Hachette (pronunție în franceză [a.ʃɛt]) este un concern francez de edituri cu punctul de plecare dintr-o librărie înființată în 1826 de către Louis Christophe Hachette (1800–1864). A cunoscut o dezvoltare apreciabilă odată cu editarea Dicționarului limbii franceze al lui Littré (1863). Astăzi, grupul de edituri Hachette este cel mai important producător francez de carte.

## Edituri

### Franța
- Éditions Grasset
  - Grasset-Jeunesse
- Fayard
  - Pluriel
  - Éditions Mazarine
  - Pauvert
  - Éditions Mille et Une Nuits
- Stock
- JC Lattès
  - Éditions du Masque
  - Éditions des Deux Terres
- Calmann-Lévy
  - Éditions Kero
  - Éditions N°1
  - Orbit Books France
- Le Livre de Poche
  - Le Livre de Poche Jeunesse
- Audiolib
- Hachette Éducation
  - Hachette Français Langue Étrangère
  - Istra
- Groupe Alexandre Hatier
  - Les Éditions Foucher
  - Les Éditions Hatier
    - Hatier Jeunesse

  - Éditions Didier
    - Didier Jeunesse

  - Rageot
- Éditions Dunod
  - InterÉditions
  - Armand Colin
- Éditions Larousse
  - Gigamic
  - Harrap's
  - Dessain et Tolra
- Hachette Illustré
  - Éditions La Plage
  - Hachette Jeunesse
    - Hachette Jeunesse Collection Disney (acord de licențiere cu The Walt Disney Company)

  - Hachette Pratique
  - Hachette Tourisme
  - Éditions Marabout
  - Les Éditions du Chêne
  - Les Éditions E/P/A 
    - Papier Cadeau

  - Hazan
  - Éditions Albert René (proprietar al benzilor desenate Asterix)
  - Pika Édition (editură franceză de manga japoneze)
    - Pika Roman[2]
    - nobi nobi ![3][4]
    - Éditions H2T (manfra)[5]
- Éditions Deux Coqs d'Or
- Gautier-Languereau
- Hachette Romans
- La Bibliothèque Rose et Verte

### Spania și America Latină (Hachette España/Grupo Anaya)
- Anaya
  - Anaya Educación
  - Anaya ELE
  - Anaya Infantil y Juvenil
  - Anaya Touring
  - Anaya Multimedia
    - PhotoClub
    - Oberon
- Ediciones Cátedra
- Bóveda
- Edicións Xerais de Galicia (galeză)
- Algaida Editores
- Editorial Bruño
- Barcanova Editorial (catalană)
- Edelsa
- Grupo Editorial Patria (Mexic)
  - Publicaciones Cultural
  - CECSA
  - Nueva Imagen
  - Promexa
- Vox (Catalan and spaniolă)
- Hachette Heroes e Infantil
- Editorial Salvat
- Larousse Spain
- Ediciones Larousse (Mexic)
- Ediciones Pirámide
- Tecnos
- Alianza Editorial
  - AdN Alianza de Novelas

### Regatul Unit și Republica Irlanda (Hachette UK)
- Headline Publishing Group
  - Headline Review
  - Eternal Romance
  - Tinder Press
  - Wildfire Books
  - Headline Home
- Quercus
  - MacLehose Press
  - Jo Fletcher Books
- Hodder & Stoughton
  - Spectre
  - Coronet Books
  - Yellow Kite
- John Murray Press
  - John Murray
  - John Murray Learning
  - Two Roads
  - Hodder Faith
  - Nicholas Brealey Publishing
  - Jessica Kingsley Publishers
- Bookouture
- Little, Brown Book Group
  - Little, Brown
  - Abacus
  - Piatkus Books
  - Atom Books
  - Blackfriars
  - The Bridge Street Press
  - Constable
  - Corsair
  - Dialogue Books
  - Fleet
  - Hachette Audio UK
  - Paperblanks
  - Orbit Books UK
  - Sphere Books
  - Virago Press
  - Robinson Psychology
- Orion Publishing Group
  - Orion Fiction
  - Victor Gollancz
  - Weidenfeld & Nicolson
  - Laurence King Publishing[10]
  - Seven Dials
  - Orion Spring
  - Orion Trapeze[11]
  - Orion Audio
- Octopus Publishing Group
  - Short Books[12][13]
  - Pyramid
  - Spruce
  - Cassell
  - Conran Octopus
  - Gaia
  - Godsfield Press
  - Hamlyn
  - Miller's
  - Mitchell Beazley
  - Philip's
  - Bounty Books
  - Ilex Press
  - Aster
  - Kyle Books
  - Summersdale Publishers
- Hachette's Children's Group
  - Franklin Watts
  - Hodder's Children's Books
  - Orchard Books
  - Wayland Publishers
  - Orion Children's Books
  - Enid Blyton Entertainment
  - Quercus Children's Books
  - Pat-a-Cake
  - Wren & Rook
- Hodder Education Group
  - Hodder Education
  - Hodder Gibson (Scoția)
  - Galore Park
  - Rising Stars
  - RS Assessment
- Hachette Ireland

### America de Nord (Hachette Book Group)
- Grand Central Publishing
  - Twelve
  - Forever
  - Forever Yours
  - Goop Press (în parteneriat cu Goop)[15]
  - Vision
- Little, Brown and Company (Statele Unite)
  - Back Bay Books
  - Jimmy Patterson (amprentă de cărți pentru copii în parteneriat cu James Patterson[16])
  - Little, Brown Spark
  - Mulholland Books
  - Little, Brown Books for Young Readers
    - LB Kids
    - Poppy
- Perseus Books Group[17]
  - Avalon Travel
  - Basic Books
  - PublicAffairs
  - Running Press
  - Hachette Books
  - Da Capo Press
- Orbit Books
  - Redhook
- Hachette Nashville
  - FaithWords
  - Center Street
  - Worthy Publishing
- Yen Press (în parteneriat cu Kadokawa Corporation)[18]
  - JY (romane grafice destinate cititorilor de grad mijlociu)[19]
- Hachette Audio USA

### Australia și Noua Zeelandă
- Hachette Australia
  - Lothian Children's Books
- Hachette New Zealand
  - Moa (cărți cu picturi pentru copii în limba engleză și Māori)

### Alte piețe
- Hachette Antoine (Liban; în parteneriat cu Librairie Antoine)
- Librairie Papeterie Nationale (Morocco)
- Éditions Nei-Ceda (Africa sub-sahariană francofonă; cu sediul în Ivory Coast) (70%)
- Azbooka-Atticus (Rusia) (49%)[21]
- Hachette-Phoenix (China; în parteneriat cu Phoenix Publishing and Media)
- Hachette India[8]

## Vezi și
- Bibliothèque verte